# Magallanodon baikashkenke
Magallanodon baikashkenke è un mammifero estinto, appartenente ai gondwanateri. Visse nel Cretaceo superiore (Campaniano - Maastrichtiano, circa 75 - 72 milioni di anni fa) e i suoi resti fossili sono stati ritrovati in Sudamerica.

## Descrizione
Questo animale doveva avere la taglia di un gatto, ed era caratterizzato da alcuni denti molariformi dalla corona bassa (brachidonti) e dotati di quattro o cinque radici. Magallanodon possedeva almeno un incisivo di grandi dimensioni nella mascella superiore. Era di taglia simile a Gondwanatherium e a Sudamerica, ma doveva essere più simile ad altri membri primitivi del gruppo dei gondwanateri, come Ferugliotherium, soprattutto per quanto riguarda la struttura dei denti. Alcune caratteristiche del pattern di occlusione dei molari ricordano anche Gondwanatherium.

## Classificazione
Magallanodon era un membro dei gondwanateri, un gruppo enigmatico di mammiferi vissuti tra il Cretaceo e il Terziario inferiore, dalle parentele non completamente chiarite. In particolare, sembra che Magallanodon fosse un membro della famiglia Ferugliotheriidae, comprendente anche Ferugliotherium; se così fosse, Magallanodon sarebbe il più grande feruglioteriide noto.
Magallanodon baikashkenke venne descritto per la prima volta nel 2020, sulla base di alcuni fossili ritrovati nella regione di Magallanes nel Cile meridionale, nella formazione Dorotea. È il primo mammifero mesozoico proveniente dal Cile.